# Jordan Stout
Jordan Connor Stout (Abington, Virginia, 4 de agosto de 1998) más conocido como Jordan Stout, es un jugador profesional estadounidense de fútbol americano, se desempeña en la posición de punter en Baltimore Ravens, en la National Football League (NFL).

## Carrera
Fue seleccionado en la cuarta ronda en la Reunión Anual de Selección de Jugadores de la NFL de 2022. Hizo su debut profesional con el equipo Baltimore Ravens, donde lleva jugando dos temporadas.